# Kerodon rupestris
Моко (Kerodon rupestris) је јужноамеричка врста глодара из породице морске прасади (Caviidae), сродан капибари.

## Распрострањење
Ареал врсте је ограничен на једну државу, Бразил.

## Начин живота
Исхрана мока укључује лишће. Женка окоти до 3 окота са по највише два младунца у сваком окоту годишње.

## Угроженост
Ова врста није угрожена, и наведена је као последња брига јер има широко распрострањење.